# Atletiek op de Olympische Zomerspelen 2012 – 100 meter horden vrouwen
De 100 meter horden vrouwen op de Olympische Zomerspelen 2012 in Londen vond plaats op maandag 6 augustus ( series) en dinsdag 7 augustus (halve finales en finale). Regerend olympisch kampioene was Dawn Harper uit de Verenigde Staten, die haar titel moest afstaan aan de Australische Sally Pearson.

## Records
Voorafgaand aan het toernooi waren dit het wereldrecord en het olympisch record.
| Wereldrecord     | Jordanka Donkova | 12,21 | Stara Zagora | 20 augustus 1988 |
| Olympisch record | Joanna Hayes     | 12,37 | Athene       | 24 augustus 2004 |

## Uitslagen

### Voorrondes
De atleten gaan door als ze bij de eerste 3 eindigen van een heat (Q) en de 6 snelste tijden (q) van alle heats.
Heat 1
| Rang | Naam            | Nationaliteit    | Resultaat | Opmerkingen |
| ---- | --------------- | ---------------- | --------- | ----------- |
| 1    | Alina Talay     | Wit-Rusland      | 12,71     | Q, PB       |
| 2    | Jessica Zelinka | Canada           | 12,75     | Q           |
| 3    | Tiffany Porter  | Groot-Brittannië | 12,79     | Q           |
| 4    | Anne Zagré      | België           | 13,04     | q           |
| 5    | Marina Tomic    | Slovenië         | 13,10     |             |
| 6    | Rosvitha Okou   | Ivoorkust        | 13,62     | SB          |
| 7    | Ayako Kimura    | Japan            | 13,75     |             |
| NVT  | Rahamatou Drame | Mali             | -         | DQ          |

Heat 2
| Rang | Naam                  | Nationaliteit        | Resultaat | Opmerkingen |
| ---- | --------------------- | -------------------- | --------- | ----------- |
| 1    | Beate Schrott         | Oostenrijk           | 13,09     | Q           |
| 2    | Eline Berings         | België               | 13,46     | Q           |
| 3    | Ivanique Kemp         | Bahama's             | 13,51     | Q           |
| 4    | Seun Adigun           | Nigeria              | 13,56     |             |
| 5    | Anastassiya Pilipenko | Kazachstan           | 13,77     |             |
| 6    | Lecabela Quaresma     | Sao Tomé en Principe | 14,56     | SB          |
| NVT  | Jessica Ennis         | Groot-Brittannië     | NVT       | DNS         |
| NVT  | Latoya Greaves        | Jamaica              | NVT       | DNS         |

Heat 3
| Rang | Naam                | Nationaliteit    | Resultaat | Opmerkingen |
| ---- | ------------------- | ---------------- | --------- | ----------- |
| 1    | Kellie Wells        | Verenigde Staten | 12,69     | Q           |
| 2    | Tatyana Dektyareva  | Rusland          | 12,87     | Q           |
| 3    | Lucie Škrobáková    | Tsjechië         | 13,01     | Q, SB       |
| 4    | Cindy Roleder       | Duitsland        | 13,06     | q           |
| 5    | Shermaine Williams  | Jamaica          | 13,07     | q           |
| 6    | Lina Flórez         | Colombia         | 13,17     |             |
| 7    | Natalya Ivoninskaya | Kazachstan       | 13,48     |             |
| 8    | Marthe Koala        | Burkina Faso     | 13,91     | PB          |

Heat 4
| Rang | Naam                  | Nationaliteit    | Resultaat | Opmerkingen |
| ---- | --------------------- | ---------------- | --------- | ----------- |
| 1    | Nevin Yanit           | Turkije          | 12,70     | Q           |
| 2    | Dawn Harper           | Verenigde Staten | 12,75     | Q           |
| 3    | Yekaterina Galitskaya | Rusland          | 12,89     | Q           |
| 4    | Derval O'Rourke       | Ierland          | 12,91     | q, SB       |
| 5    | Nikkita Holder        | Canada           | 12,93     | q           |
| 6    | Brigitte Merlano      | Colombia         | 13,21     | SB          |
| 7    | Jung Hye-Lim          | Zuid-Korea       | 13,48     |             |
| 8    | Jeimy Bernárdez       | Honduras         | 14,36     |             |

Heat 5
| Rang | Naam                  | Nationaliteit          | Resultaat | Opmerkingen |
| ---- | --------------------- | ---------------------- | --------- | ----------- |
| 1    | Sally Pearson         | Australië              | 12,57     | Q           |
| 2    | Reïna-Flor Okori      | Frankrijk              | 13,01     | Q           |
| 3    | Carolin Nytra         | Duitsland              | 13,30     | Q           |
| 4    | Anastasiya Soprunova  | Kazachstan             | 13,40     |             |
| 5    | Sonata Tamošaityte    | Litouwen               | 13,59     |             |
| 6    | Lavonne Idlette       | Dominicaanse Republiek | 13,60     |             |
| 7    | Dipna Lim Prasad      | Singapore              | 14,68     | SB          |
| 8    | Silvia Panguana       | Mozambique             | 14,68     | PB          |
| NVT  | Ekaterina Poplavskaya | Wit-Rusland            | -         | DQ          |

Heat 6
| Rang | Naam                   | Nationaliteit      | Resultaat | Opmerkingen |
| ---- | ---------------------- | ------------------ | --------- | ----------- |
| 1    | Lolo Jones             | Verenigde Staten   | 12,68     | Q, SB       |
| 2    | Phylicia George        | Canada             | 12,83     | Q           |
| 3    | Marzia Caravelli       | Italië             | 13,01     | Q           |
| 4    | Yuliya Kondakova       | Rusland            | 13,10     | q           |
| 5    | Sun Yawei              | China              | 13,26     |             |
| 6    | Noemi Zbären           | Zwitserland        | 13,33     |             |
| 7    | Brigitte Foster-Hylton | Jamaica            | 13,98     |             |
| 8    | Odile Ahouanwanou      | Benin              | 14,76     | NR          |
| 9    | Bibiana Olama          | Equatoriaal-Guinea | 16,18     | SB          |

### Halve finale
De atleten gaan door als ze bij de eerste 2 eindigen van een heat (Q) en de 2 snelste tijden (q) van alle heats.
Heat 1
| Rang | Naam                  | Nationaliteit    | Resultaat | Opmerkingen |
| ---- | --------------------- | ---------------- | --------- | ----------- |
| 1    | Dawn Harper           | Verenigde Staten | 12,46     | Q, PB       |
| 2    | Beate Schrott         | Oostenrijk       | 12,83     | Q           |
| 3    | Shermaine Williams    | Jamaica          | 12,83     |             |
| 4    | Alina Talay           | Wit-Rusland      | 12,84     |             |
| 5    | Yekaterina Galitskaya | Rusland          | 12,90     |             |
| 6    | Nikkita Holder        | Canada           | 12,93     |             |
| 7    | Carolin Nytra         | Duitsland        | 13,31     |             |
| NVT  | Reïna-Flor Okori      | Frankrijk        | DQ        |             |

Heat 2
| Rang | Naam             | Nationaliteit    | Resultaat | Opmerkingen |
| ---- | ---------------- | ---------------- | --------- | ----------- |
| 1    | Sally Pearson    | Australië        | 12,39     | Q, SB       |
| 2    | Jessica Zelinka  | Canada           | 12,66     | Q           |
| 3    | Lolo Jones       | Verenigde Staten | 12,71     | q           |
| 4    | Tiffany Porter   | Groot-Brittannië | 12,79     |             |
| 5    | Derval O'Rourke  | Ierland          | 12,91     | SB          |
| 6    | Yuliya Kondakova | Rusland          | 13,13     |             |
| 7    | Eline Berings    | België           | 13,26     |             |
| 8    | Ivanique Kemp    | Bahama's         | 13,56     |             |

Heat 3
| Rang | Naam               | Nationaliteit    | Resultaat | Opmerkingen |
| ---- | ------------------ | ---------------- | --------- | ----------- |
| 1    | Kellie Wells       | Verenigde Staten | 12,51     | Q, SB       |
| 2    | Nevin Yanit        | Turkije          | 12,58     | Q, NR       |
| 3    | Phylicia George    | Canada           | 12,65     | q, PB       |
| 4    | Tatyana Dektyareva | Rusland          | 12,75     | SB          |
| 5    | Lucie Škrobáková   | Tsjechië         | 12,81     | SB          |
| 6    | Anne Zagré         | België           | 12,94     |             |
| 7    | Cindy Roleder      | Duitsland        | 13,02     |             |
| NVT  | Marzia Caravelli   | Italië           | DQ        |             |

### Finale
| Rang   | Baan | Atleet          | Land             | Tijd  | Opmerkingen |
| ------ | ---- | --------------- | ---------------- | ----- | ----------- |
| Goud   | 7    | Sally Pearson   | Australië        | 12,35 | OR          |
| Zilver | 4    | Dawn Harper     | Verenigde Staten | 12,37 | PB          |
| Brons  | 5    | Kellie Wells    | Verenigde Staten | 12,48 | PB          |
| 4      | 2    | Lolo Jones      | Verenigde Staten | 12,58 | SB          |
| 5      | 3    | Phylicia George | Canada           | 12,65 | =PB         |
| 6      | 8    | Jessica Zelinka | Canada           | 12,69 |             |
| 7      | 9    | Beate Schrott   | Oostenrijk       | 13,07 |             |
| DQ     | 6    | Nevin Yanit     | Turkije          | 12,58 | =NR         |

- OR = Olympisch record;
- NR = Nationaal record;
- PB = Persoonlijke besttijd;
- SB = Beste seizoensprestatie;
- DQ = Diskwalificatie